# جايسون ييتس
جايسون ييتس (بالإنجليزية: Jason Yates)‏ هو فنان أمريكي، ولد في 1972.